# Hush (пісня Tool)
«Hush» (укр. Тиша) — пісня американського рок-гурту Tool, яка увійшла до мініальбому Opiate 1992 року.

## Про пісню
«Hush» є однією з найперших пісень рок-гурту Tool. Вона увійшла до демозапису 72826, записаного 1991 року, та дебютного мініальбому Opiate, що вийшов 1992 року. У пісні йде мова про свободу слова. Співак Мейнард Кінен звертається до невідомого співрозмовника та скаржиться, що «не може сказати те, що хоче, навіть якщо він не є серйозним», пропонуючи опоненту «трахнути себе» та «вбити себе». На сайті Loudwire 2024 року зазначили, що автор пісні ніби перебачив зростання «культури обурення».
На пісню було знято перший в історії Tool відеокліп. На відміну від більшості наступних робіт, створених гітаристом Tool Адамом Джонсом, режисером «Hush» став Кен Ендрюс. Чорно-білий кліп знятий одним дублем та показує голих музикантів гурту, прикритих лише табличкою «Parental Advisory», чиї рти заклеєні чорною стрічкою.